# Rhosneigr
Rhosneigr – wieś w północnej Walii w hrabstwie Anglesey, położona na południowo-zachodnim wybrzeżu wyspy Anglesey, nad zatoką Caernarvon, ok. 10 km na południowy wschód od Holyhead. Liczba ludności, według spisu z 2011 roku, wynosi 1008 osób.
Z zegara w centrum Rhosneigr widać Holyhead Mountain.